# 후우린 아스미
후우린 아스미(일본어: 風鈴アスミ)는 도에이 애니메이션에서 제작한 애니메이션 힐링굿♡프리큐어에 등장하는 인물이다. 애니메이션 성우는 미모리 스즈코이다.

## 프로필
| 이름                 | 후우린 아스미         |
| 성별                 | 여자                  |
| 생일                 | 8월 16일              |
| 나이                 | 0세                   |
| 포지션               | 주연                  |
| 변신체               | 큐어 어스(Cure Earth) |
| 상징색               | 보라색                |
| 속성                 | 바람                  |
| 등장 프리큐어 시리즈 | 힐링굿♡ 프리큐어      |

## 개요
힐링굿♡ 프리큐어의 등장인물. 파트너는 라떼.
바람의 프리큐어 큐어 어스 (キュアアース / Cure Earth)로 변신한다.

## 상세
라떼가 위험에 처하자 테아틴이 선대 프리큐어의 석상에 기도하자 지구가 만들어낸 정령 같은 존재. 테아틴이 선대 프리큐어의 석상에 기도했기 때문에, 그 영향으로 사실상 그녀와 같은 모습을 하게 되었다.
20세 정도로 보이는 외모의 소유자이지만, 사실상 갓 태어난 갓난아기 같은 존재이기 때문에 인간의 상식을 잘 모르고 철부지스러운 면이 있다. 항상 미소를 짓고 있으며 신비로운 분위기이다.
고풍스럽고 예의바른 말투를 쓰는 존댓말 캐릭터이고 항상 나긋나긋한 미소를 띠는 상냥한 성격이지만 한편으로 뵤겐즈를 '지구를 좀먹는 사악한 존재'라고 칭하며 바테테모다에게 곧 정화될 상대의 이름 따위 들을 필요 없다고 말하는 등, 적에게는 가차가 없다.
긴 노란색 머리카락을 똥머리로 묶고 있으며 성숙한 인상이다.
막 태어난 정령 캐릭터이기 때문에 인간계 상식이 전혀 없는 데다가 라떼를 지킨다는 사명에만 몰두하는 탓에 순진하고 덜렁거리는 모습을 많이 보인다. 또한 라떼를 보호하겠답시고 멋대로 힐링 가든으로 데려가려고 하거나 자신들이 라떼를 지킬꺼라며 힐링 가든에 데려가는 것을 반대하는 라비린 일행의 모습을 이해할 수 없다고 말하는 등, 공감 능력이 부족한 모습을 보여주고 있다.

## 큐어 어스
"시간을 지나 이어지는 두 개의 바람! 큐어 어스!"(時を経て繋がる二つの風!キュアアース)
등장시 기본/테마 색은 보라색이며, 이름의 여원은 지구를 뜻하는 영단어 어스(Earth)이다.
특징
헤어스타일은 앞머리 부분이 뒤로 넘겨진 길고 풍성한 연보라색의 웨이브 헤어로 변하고 눈동자 색도 보라색에서 하늘색으로 변한다. 머리에는 하트가 양 옆에 달려있아며, 날개 장식과 금으로 된 티아라를 착용하고 있다. 또한 오프숄더의 상의에 언밸러스한 긴 치마와, 금으로 된 발찌를 착용하였으며, 팔꿈치까지 오는 긴 장갑과 보라색 구두를 착용하고 있다.
사용 기술
- 프리큐어 힐링 허리케인

어스 윈디 하프를 연주하여 발동하는 필살기. 엘리멘트 차지로 에너지를 모아 하프에서 연한 자주색 광선을 발사하면 광선이 2개의 손 형태로 변해 메가뵤겐 내부의 엘리멘트를 적출한다.

## 기타
- 성우 코멘트에 따르면 신비롭지만 미스터리한 캐릭터라고 한다.

- 프리큐어 시리즈 최초의 정령 캐릭터이며 19화에서 갓 태어난 존재이기 때문에 최초로 나이가 없는 캐릭터이다.

- 큐어 스파클처럼 변신했을 때의 눈색이 완전히 바뀐다. 변신 전에는 보라색 눈이지만 변신하면 하늘색 눈이 된다.
- 역대 프리큐어 중 최연소이며(제작진 공인 설정상 0세) 시라베 아코 이후 9년만에 탄생한 10세 미만 프리큐어이다.